# Pâncota
Pâncota (en hongarès: Pankota) és una ciutat del comtat d'Arad, Crișana (Romania). La ciutat es troba a una distància de 37 km de la capital del comtat (Arad), a la zona central del comtat, a la zona de contacte de l'altiplà d'Arad i les muntanyes de Zărand. El territori administratiu de la ciutat és de 70,9 km quadrats. La ciutat administra un poble, Măderat (Magyarád).

## Història

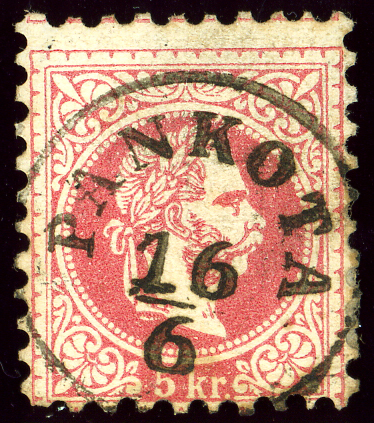
Abans dels primers segells hongaresos, cancel·lats 1867-1871

La primera menció en documents de la localitat es remunta a 1202-1203, quan es coneixia com a vila Pankota. El centre de la ciutat va ser devastat per invasors diverses vegades. Els turcs van capturar la ciutat durant la Gran Guerra Turca però amb el tractat de Karlowitz del 1699 es va confirmar en mans de la Dinastia dels Habsburg i després del compromís de 1867 al Regne d'Hongria, de Transleitània. Fins al 1918 va estar en mans dels Habsburg, en la província d'Hongria; L'oficina de correus es va obrir el 1855. El tractat de Trianon (1920) atribuïa la regió d'Arad a Romania (la Gran Unió Romanesa).

## Economia
L'economia actual de la ciutat es pot caracteritzar per una poderosa força dinàmica amb desenvolupaments significatius en tots els sectors. La indústria dels materials de construcció, la indústria del moble, la indústria lleugera, la indústria alimentària, els serveis i el turisme són els sectors econòmics més representatius. Pâncota és un important centre vitivinícola, a la regió del Maderat, amb les vinyes Pâncota, Silindia i Mocrea.

## Atraccions turístiques
Entre els llocs turístics més significatius de la ciutat hi ha els voltants urbans al llarg del carrer Tudor Vladimirescu, l'antiga oficina de correus, el palau "Sulkowski", el canal Matca, una important obra hidrotècnica i la Casa Verda (Casa Verde) situada al bulevard principal.

## Demografia
Segons el cens del 2011 la seva població té 6.651 habitants. Des del punt de vista ètnic, té la següent estructura: el 78,54% són romanesos, el 10,91% gitanos, el 6,63% hongaresos, el 2,13% alemanys, el 0,25% eslovacs, el 0,91% ucraïnesos i el 0,1% són d'altres nacionalitats o no declarades.